# پای کاذب

تصویر میکروسکوپی الکترونی روبشی (SEM) دو تک یاخته Acanthamoeba polyphaga را نشان میدهد که در حال تعامل از طریق پای کاذب خود که از سطوح این موجودات بیرون آمده هستند. پای کاذب آمیب‌ها را قادر می‌سازند تا حرکت کنند و اجسام را در محیط خود بگیرند و در این مورد با یکدیگر ارتباط برقرار کنند.

پای کاذب (به انگلیسی: Pseudopodia) یک برآمدگی موقت بازو مانند غشای سلول یوکاریوتی است که در جهت حرکت ظاهر می شود. پای کاذب پر از سیتوپلاسم است، عمدتاً از ریزرشته‌ها تشکیل شده است و همچنین ممکن است حاوی ریزلوله‌ها و رشته‌های میانی باشد. پاهای کاذب برای تحرک و بلع استفاده و اغلب در آمیب‌ها یافت می‌شوند.